# Festuca tatrae
Festuca tatrae là một loài thực vật có hoa trong họ Hòa thảo. Loài này được (Czakó) Degen mô tả khoa học đầu tiên năm 1904.